# فهرست فیلم‌های ایرانی سال ۱۳۳۲
فهرست فیلم‌های ایرانی سال ۱۳۳۲
| فیلم           | کارگردان                       |
| -------------- | ------------------------------ |
| افسونگر        | اسماعیل کوشان                  |
| بازگشت         | ساموئل خاچیکیان                |
| بی‌پناه         | گرجی عبادیا                    |
| پیوند زندگی    | ابراهیم مرادی                  |
| جدال با شیطان  | حسین مدنی                      |
| چهره آشنا      | حسن خردمند                     |
| دختر چوپان     | معزدیوان فکری                  |
| دختر سر راهی   | معزدیوان فکری                  |
| شب‌های تهران    | سیامک یاسمی                    |
| غفلت           | علی کسمایی                     |
| گرداب          | حسن خردمند                     |
| گلنسا          | سرژ آزاریان                    |
| گناهکار        | مهدی گرامی                     |
| لغزش           | مهدی رئیس فیروز                |
| محکوم بی گناه  | علی محزون                      |
| مریم           | مهدی بشارتیان                  |
| مشهدی عباد     | صمد صباحی                      |
| ملانصرالدین    | ایرج دوستدار و علی محمد نوربخش |
| میهن‌پرست       | غلامحسین نقشینه                |
| نیمه راه زندگی | مهدی بشارتیان                  |